# Samaritan Girl
Samaritan girl (Samarian) es una película de Corea del Sur dirigida por Kim Ki-duk en 2004, protagonizada por Lee Uhl, Kwak Ji-min, Han Yeo-reum y Kwon Hyun-ming.
La película trata sobre el paso de la adolescencia, las relaciones padre-hija, la amistad y algunas pasiones más oscuras. Kwak Ji-min (Yeo-jin), Lee Uhl (padre de Yeo-jin) y Seo Min-jeong (Jae-young) protagonizan la cinta.

## Sinopsis
Yeo-jin y Jae-young son dos amigas del instituto que han planeado viajar juntas a Europa. La primera vive con su padre, que es detective, pero la segunda no tiene tanta suerte y se ve obligada a prostituirse para poder pagarse el viaje. Durante una redada de la policía contra la prostitución de menores Jae se tira de una ventana quedando gravemente herida. Justo antes de morir pide a su amiga que vaya a buscar a un antiguo amante para despedirse de él, pero éste no piensa hacerlo gratis. Cuando ambos regresan al hospital, Jae ha muerto y su amiga se siente culpable, de modo que se dedica a buscar a los clientes de Jae para devolverles el dinero que ella ganó. Un día, el padre de Yeo reconoce a la joven con un hombre y se obsesiona hasta tal punto que acaba matando a uno de sus clientes.

## Personajes
- Lee Eol
- Kwak Ji-min
- Han Yeo-reum (acreditada como Seo Ming-jung)
- Kwon Hyun-ming
- Kim Ki-doo como el segundo hermano.

## Premios y nominaciones
El director coreano Kim Ki-duk (Hierro 3) obtuvo un Oso de Plata en el Festival de Berlín por su trabajo en esta película.